# Paloma (1814)
La Corbeta Paloma fue un navío que tras ser capturado a España prestó servicios en la armada de las Provincias Unidas del Río de la Plata durante la guerra de independencia.

## Historia
El correo español Paloma arribó a la ciudad de Montevideo el 17 de septiembre de 1812. Al reiniciarse la lucha contra las Provincias Unidas del Río de la Plata, fue armada en guerra e incorporada a la fuerza naval española que operó contra Buenos Aires hasta 1814.
Participó de la fase final de la campaña naval de ese año y durante el Combate naval del Buceo del 17 de mayo de 1814 fue capturada por la corbeta Céfiro al mando del sargento mayor Santiago King. Tras la rendición de Montevideo en junio, transportó en julio a Buenos Aires parte del botín capturado en el Apostadero Naval de esa plaza.
Revistó en la escuadra entre julio y octubre al mando del capitán Lázaro Roncallo. En octubre un Estado de Fuerza registró que se encontraba con tripulación reducida y cambios en su artillería, que había sido reemplazada por 2 cañones largos de a 12 y 20 carronadas de a 9. Pasada a desarme, fue vendida en enero de 1815.